# Tozeur (guvernement)
Tozeur (arabiska ولاية توزر Tawzar) är ett guvernement i sydvästra Tunisien. Den administrativa huvudorten är staden Tozeur. 
Tozeur är Tunisiens västligaste guvernement och gränsar till Algeriet. I nordöst gränsar Tozeur till Gafsa och i sydöst till Kébili.
Tozeur är landets sett till befolkningen minsta guvernement. Vid folkräkningen 2014 var invånarantalet 107 912.

## Historia
Guvernementet inrättades 21 juni 1956 då Tunisien efter självständigheten organiserades i guvernement. 1959 splittrades Tozeur i två delar som gick upp i Gabès och Gafsa. Den 28 maj 1980 bröts guvernementet ut ur Gafsa.

## Administrativ indelning
Guvernementet är indelat i fem distrikt (mutamadiyah):
| Distrikt | Befolkning (2014) |
| -------- | ----------------- |
| Tozeur   | 46 422            |
| Degach   | 28 543            |
| Tameghza | 6 516             |
| Nefta    | 21 731            |
| Hazoua   | 4 700             |

Distrikten är i sin tur indelade i mindre enheter som kallas sektorer (imada).

## Näringsliv
Jordbruket är Tozeurs viktigaste industri på grund av områdets rika vattentillgångar. Dessa möjliggör en stor produktion av dadlar och grönsaker som odlas under dadelpalmerna. Tozeur är särskilt känt för produktionen av dadelsorten deglet nour.
Guvernementet är också ett av de mer populära turistmålen i Nordafrika. Tozeur har endast 40 industriverksamheter (med 10 eller fler anställda) varav 29 exporterar hela sin produktion.